# 圣罗格大会堂
圣罗格大会堂（義大利語： Scuola Grande di San Rocco）是位於義大利城市威尼斯的一座建築。建築修建於1478年，毗邻圣罗格堂。

## 绘画
圣罗格大会堂内擁有眾多繪於16世紀的画作，主要为丁托列托的作品。

### 提香

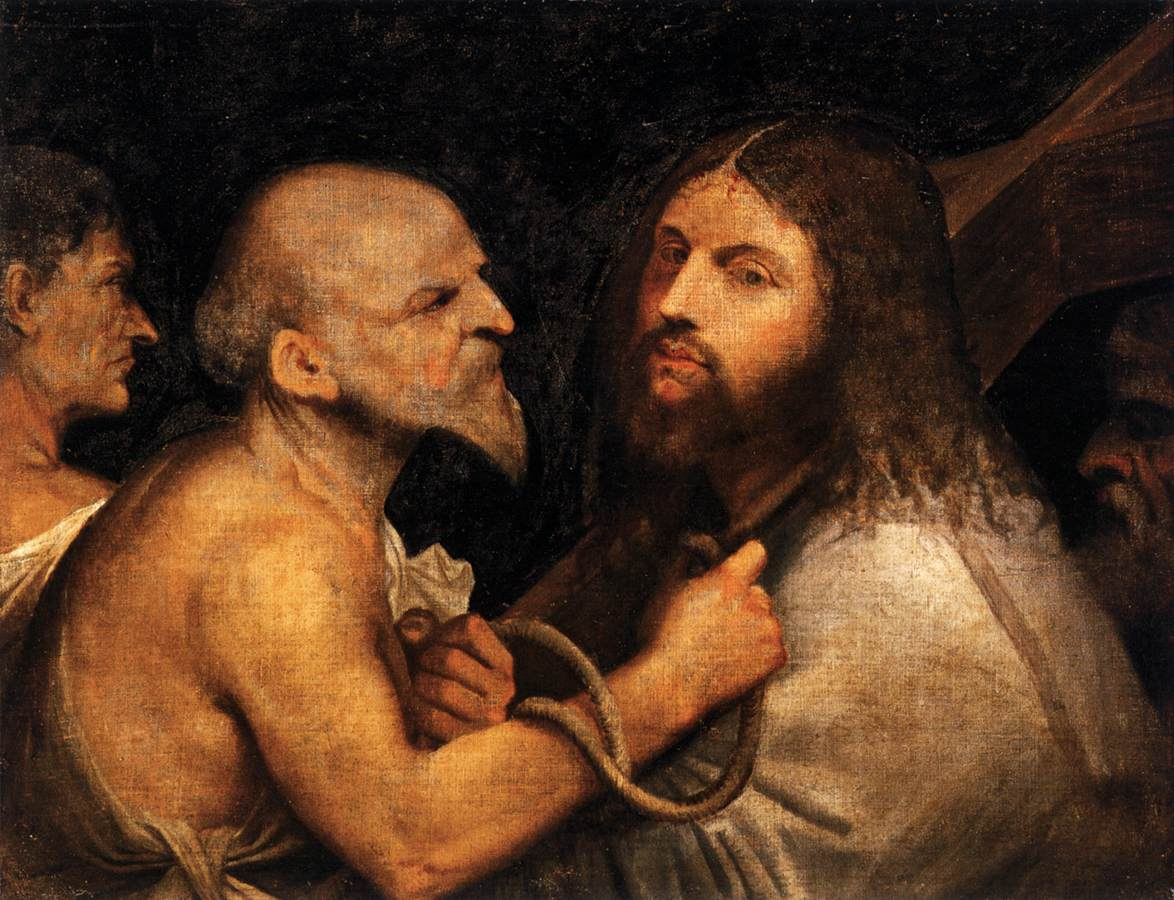
背十字架的基督, 1508-1509

### 丁托列托

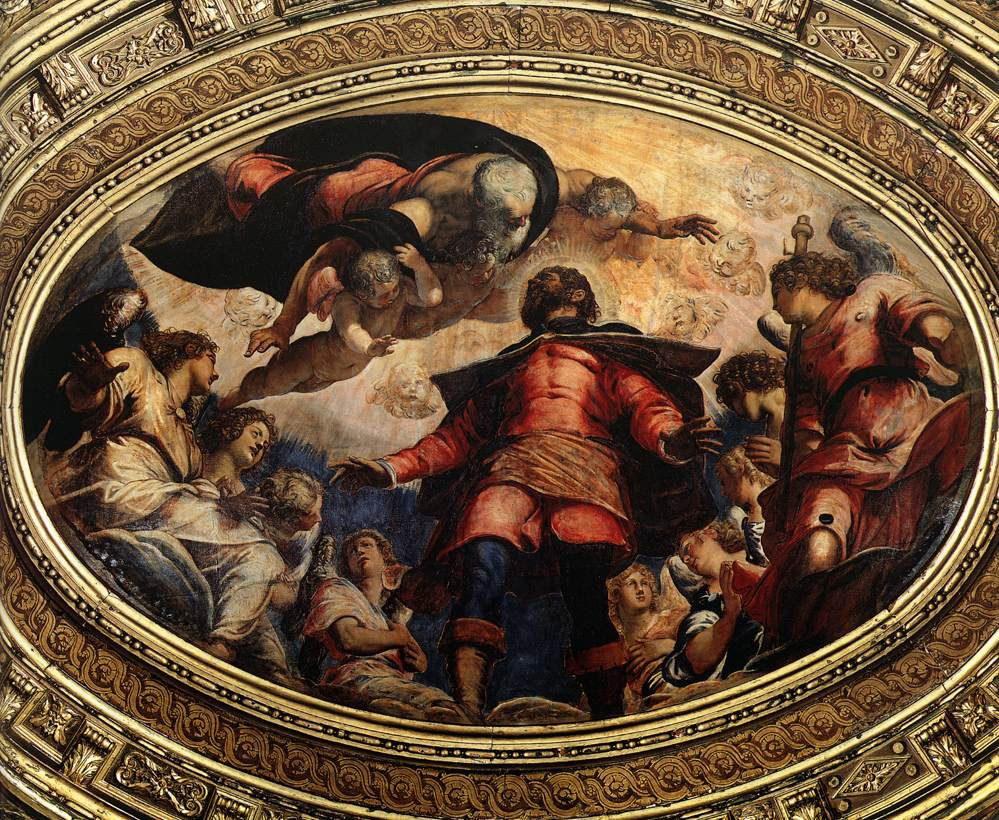
《圣罗格荣升天堂》，1564
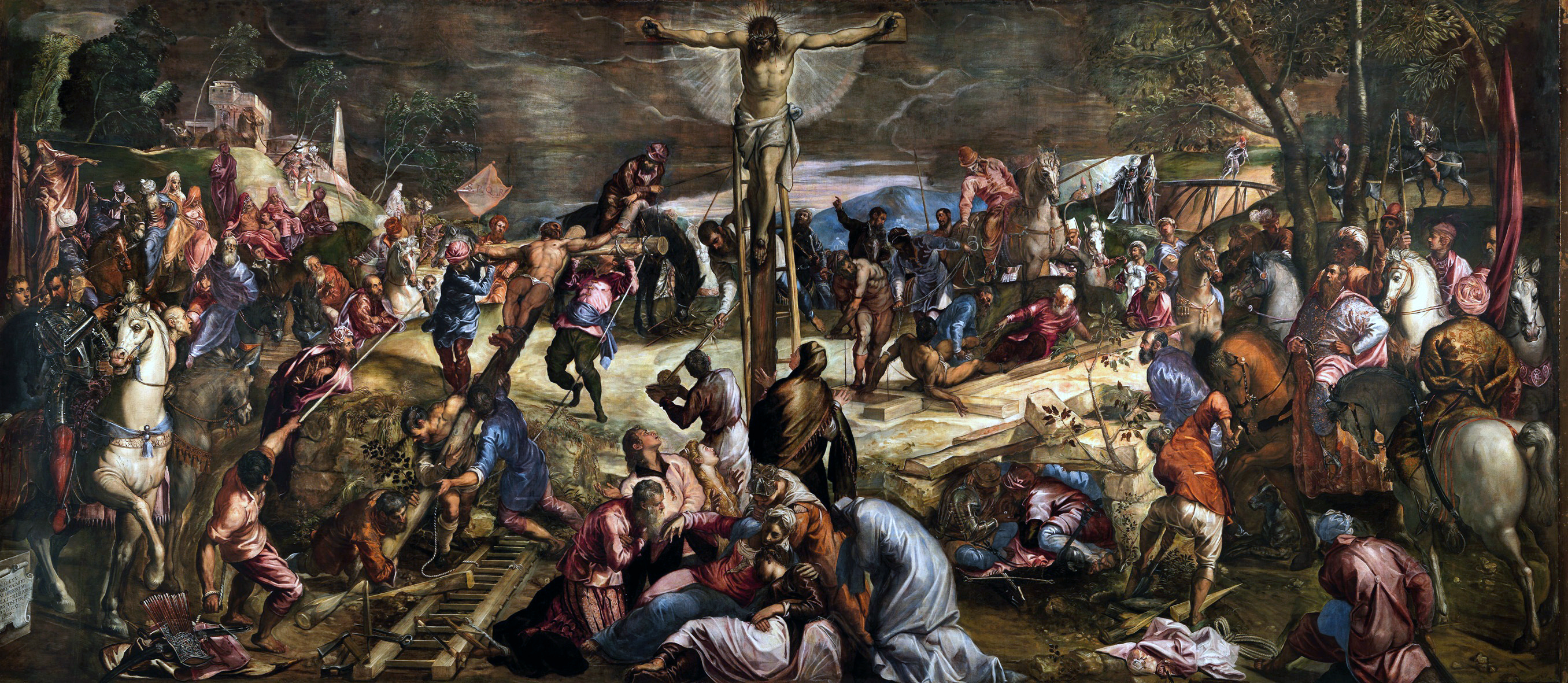
《钉十字架》, 1565
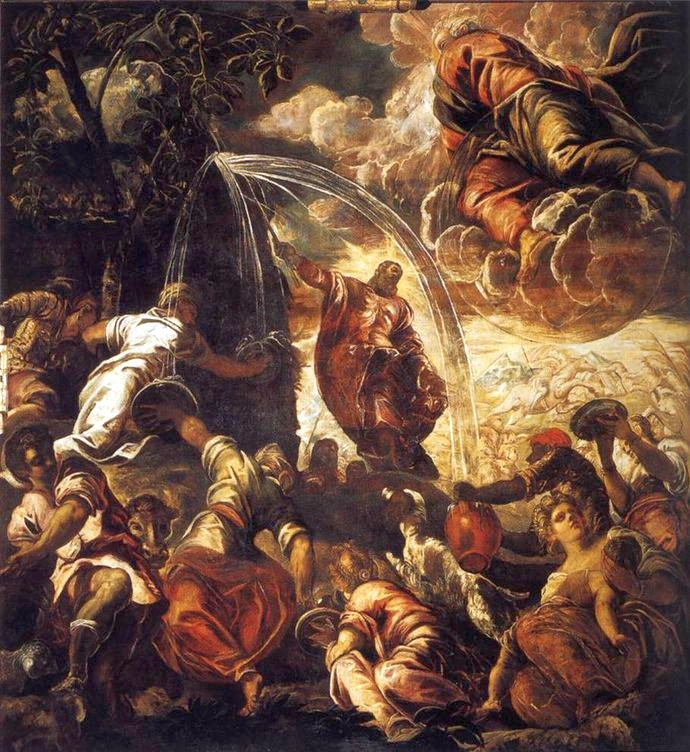
《摩西击打磐石出水》，1577
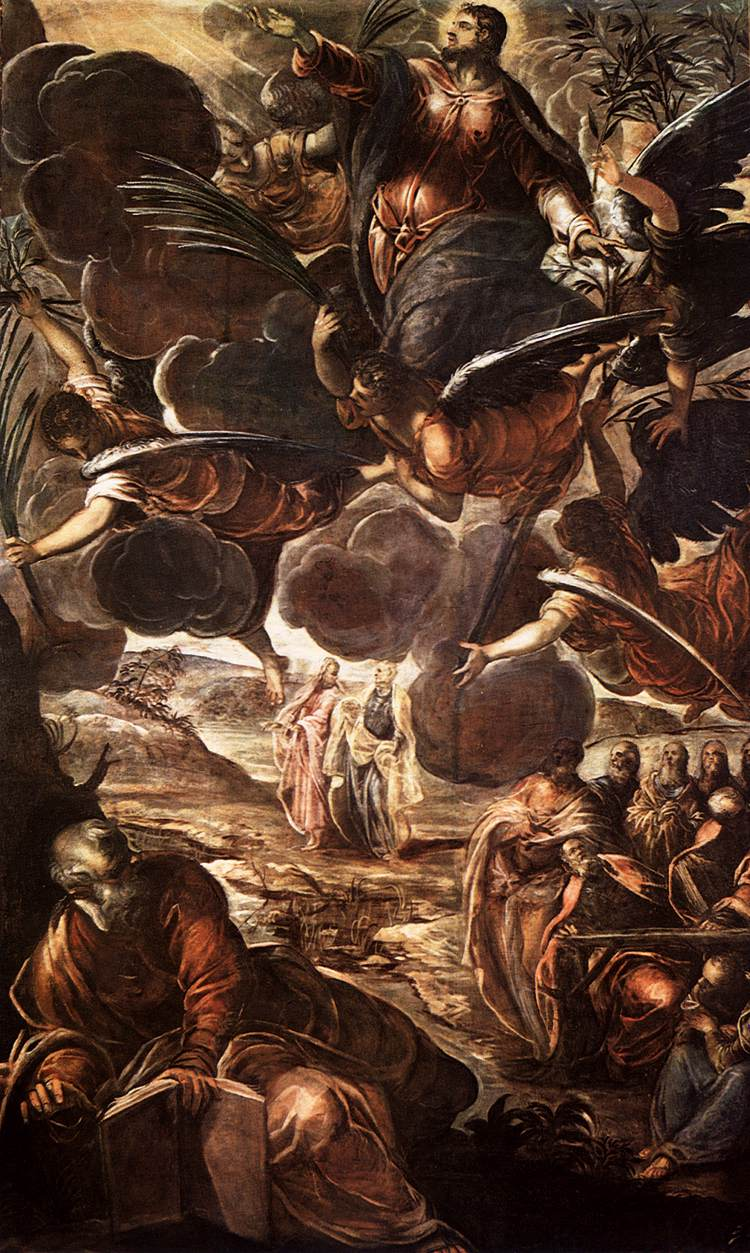
《基督升天》，1578-1581
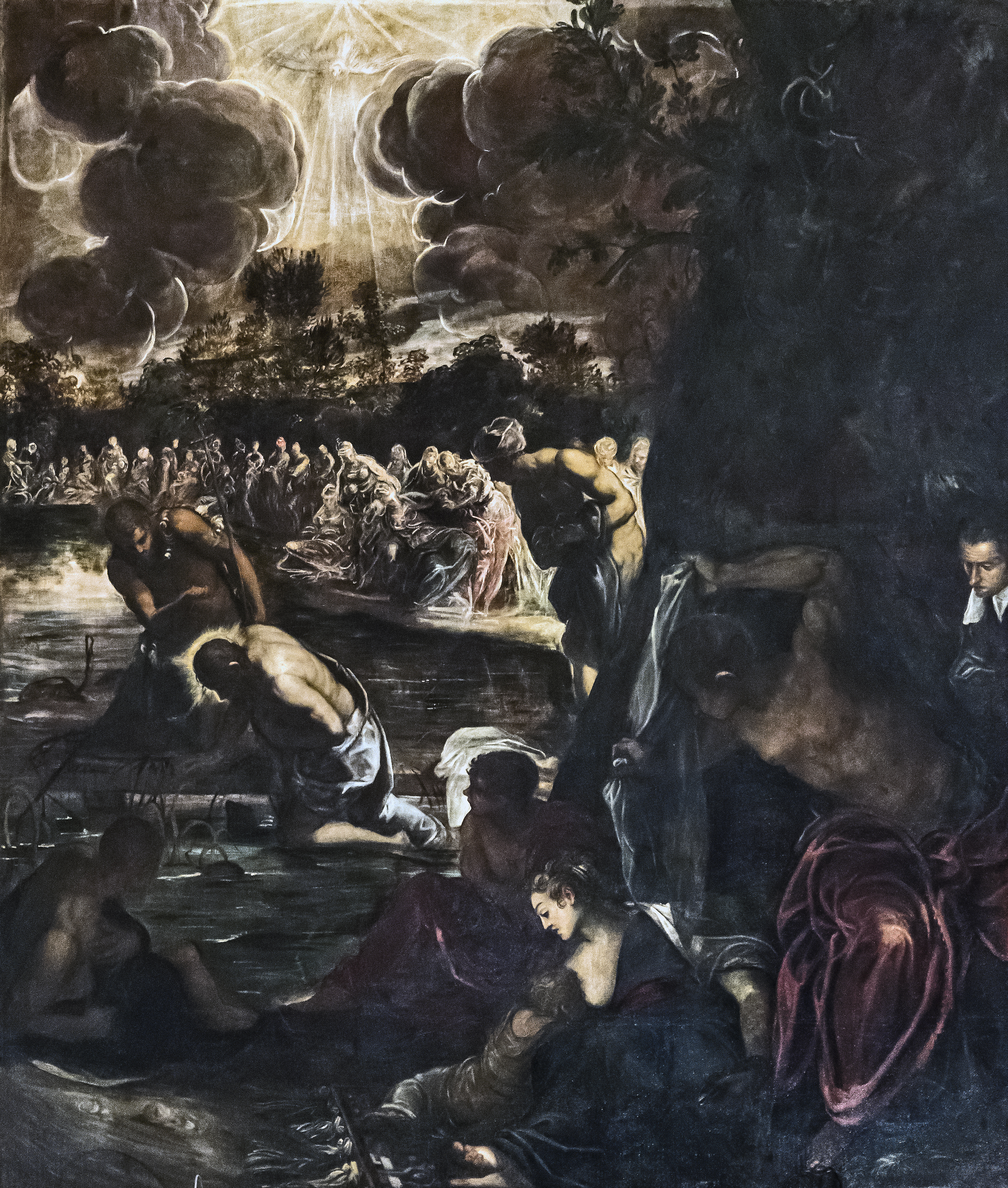
《基督受洗》，1578-1581
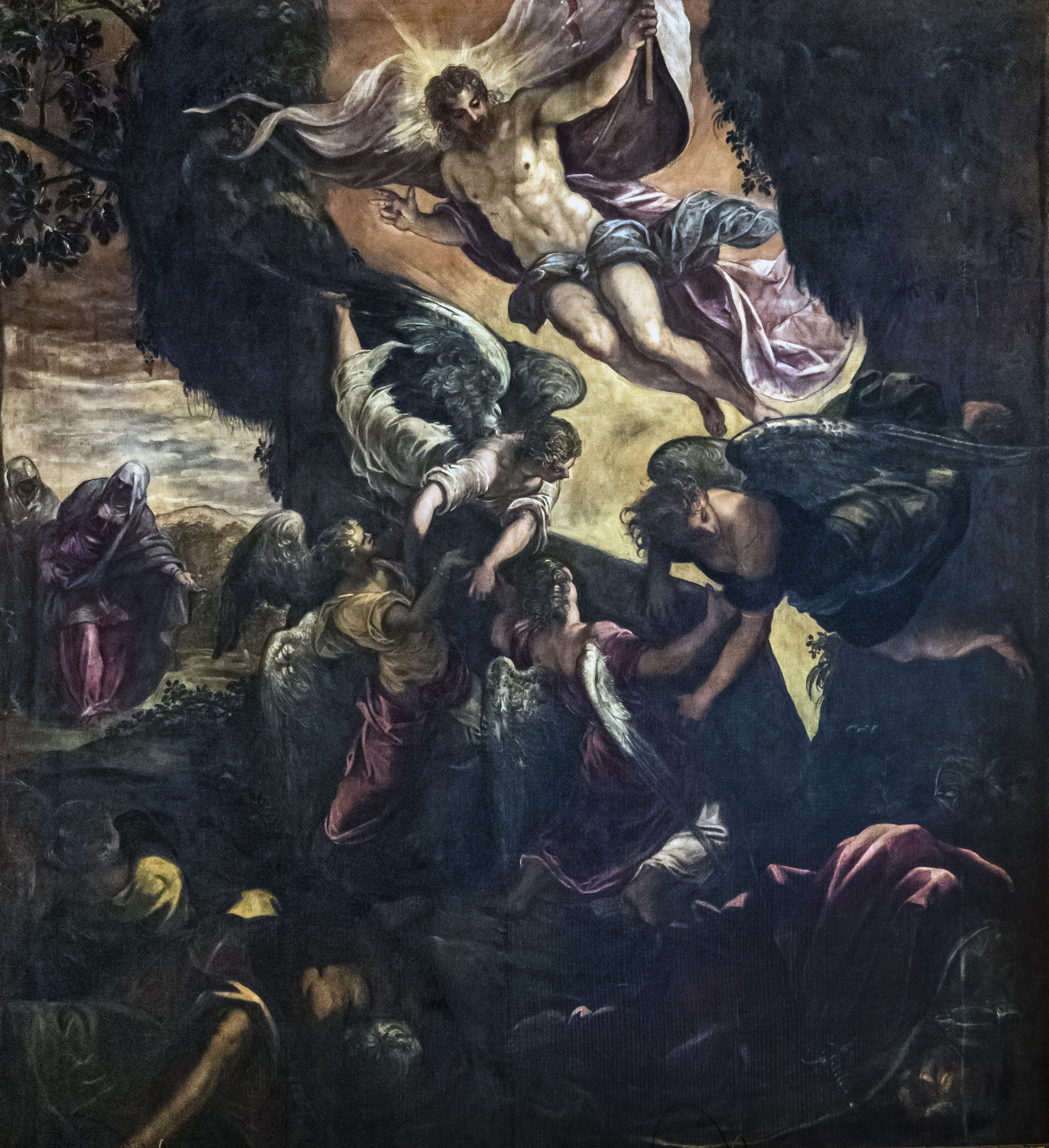
《基督复活》，1578-1581
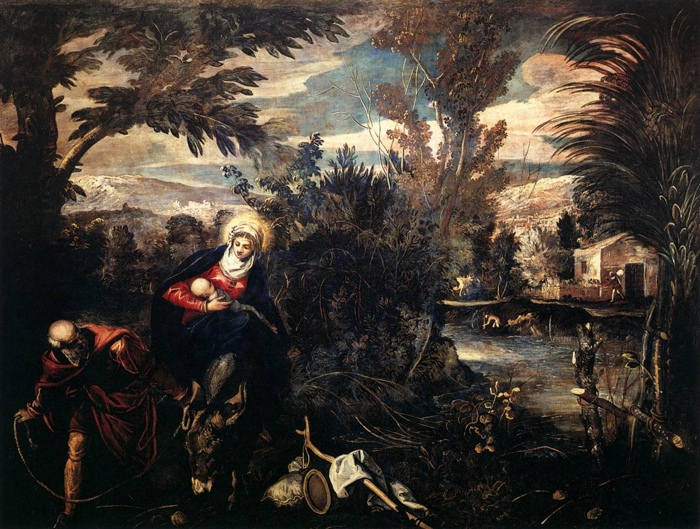
《逃往埃及》，1582-87
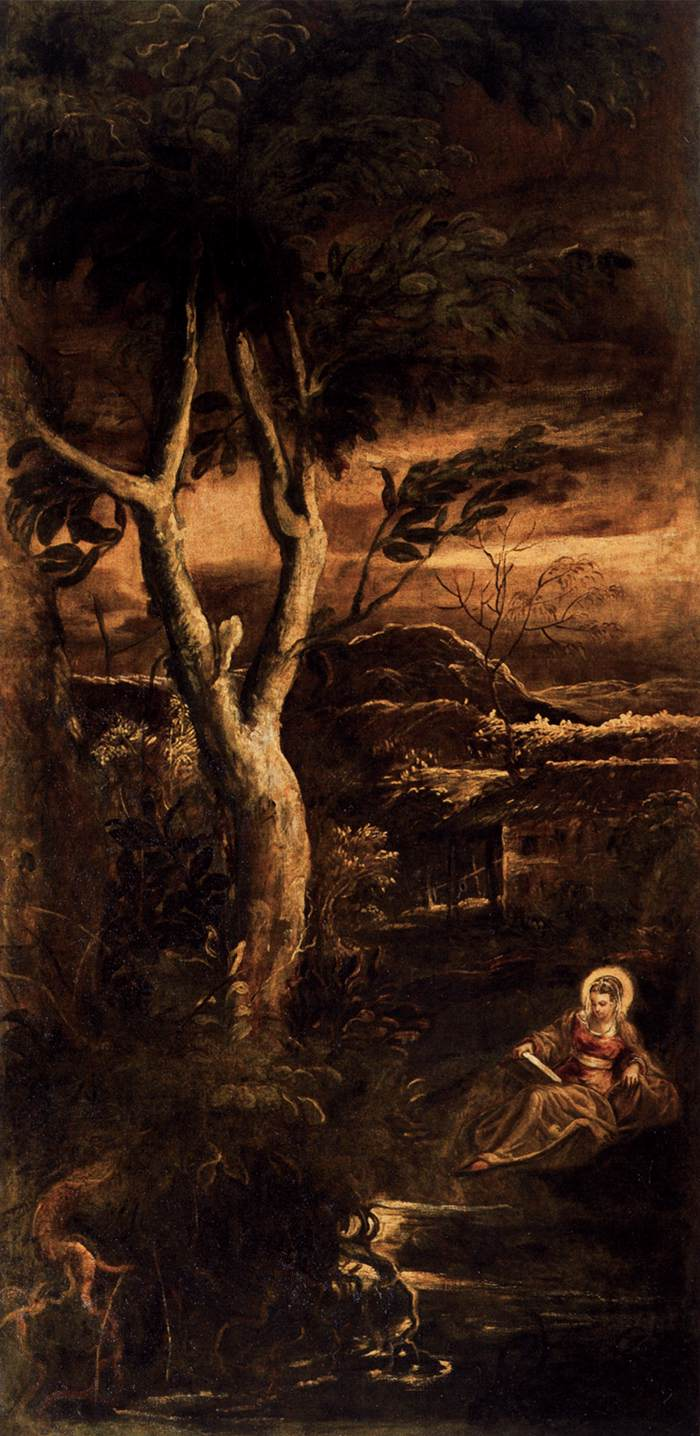
《抹大拉的马利亚》, 1582-87
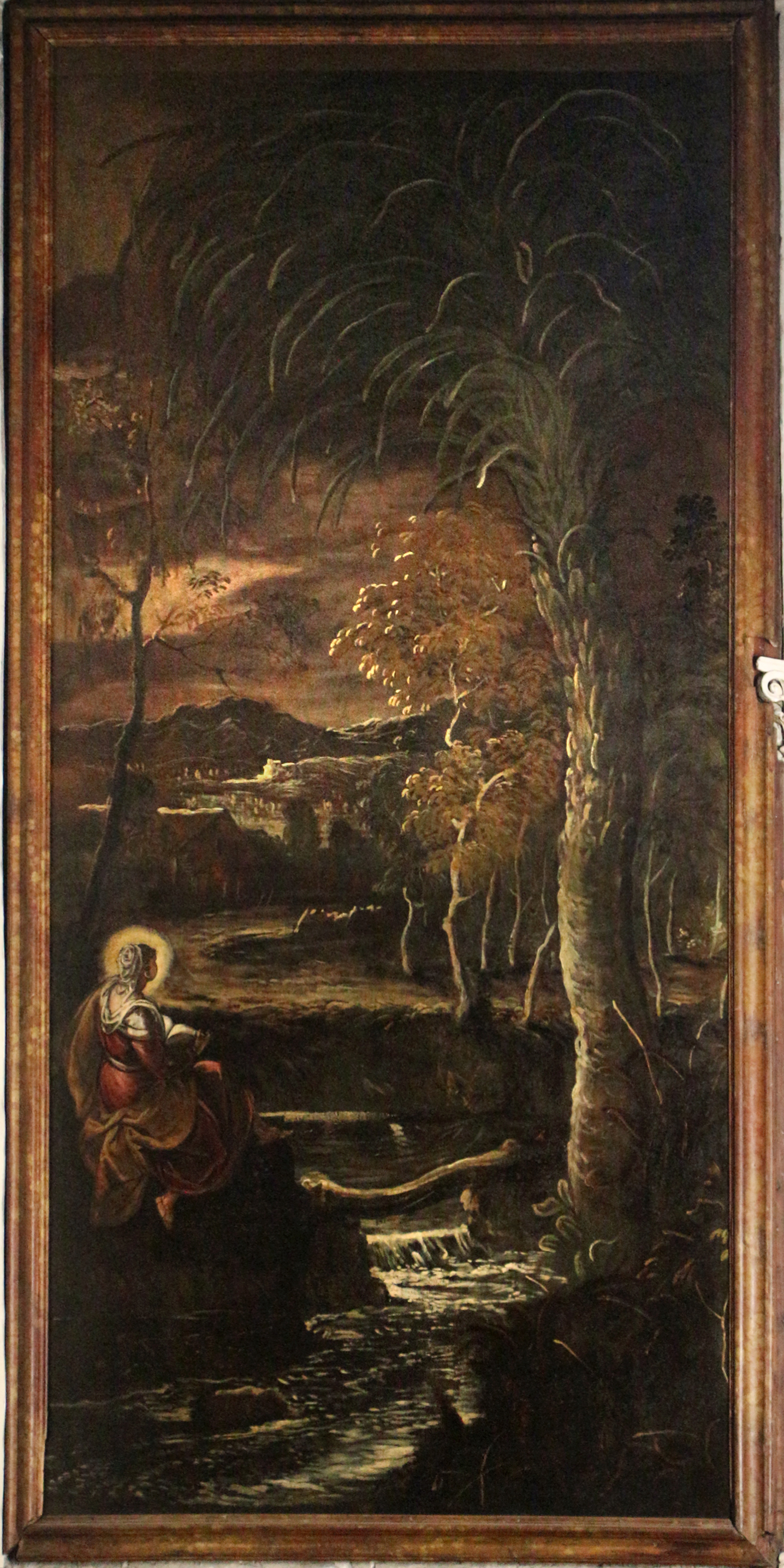
《埃及的马利亚》, 1582-87
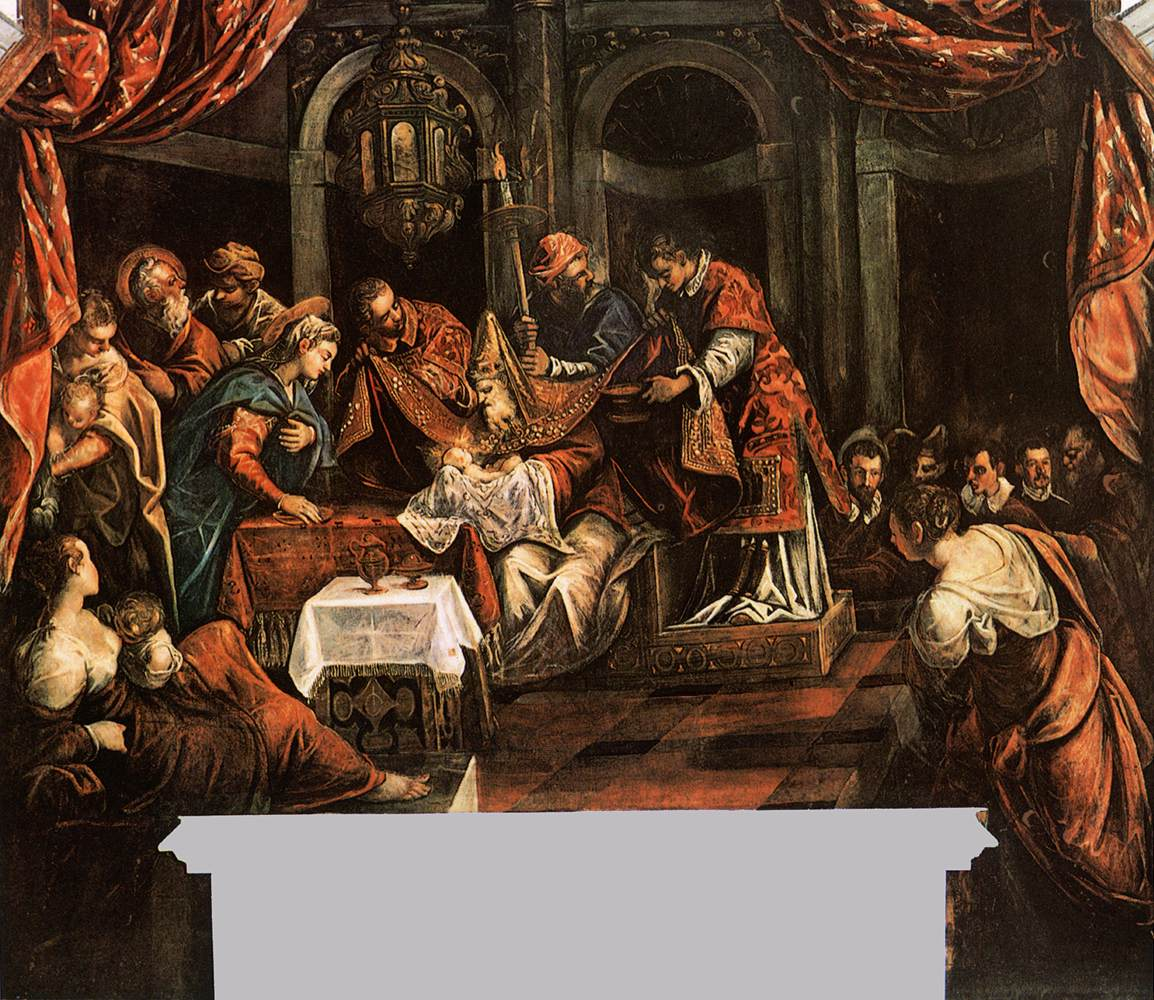
《耶稣的割礼》, 1582-1587
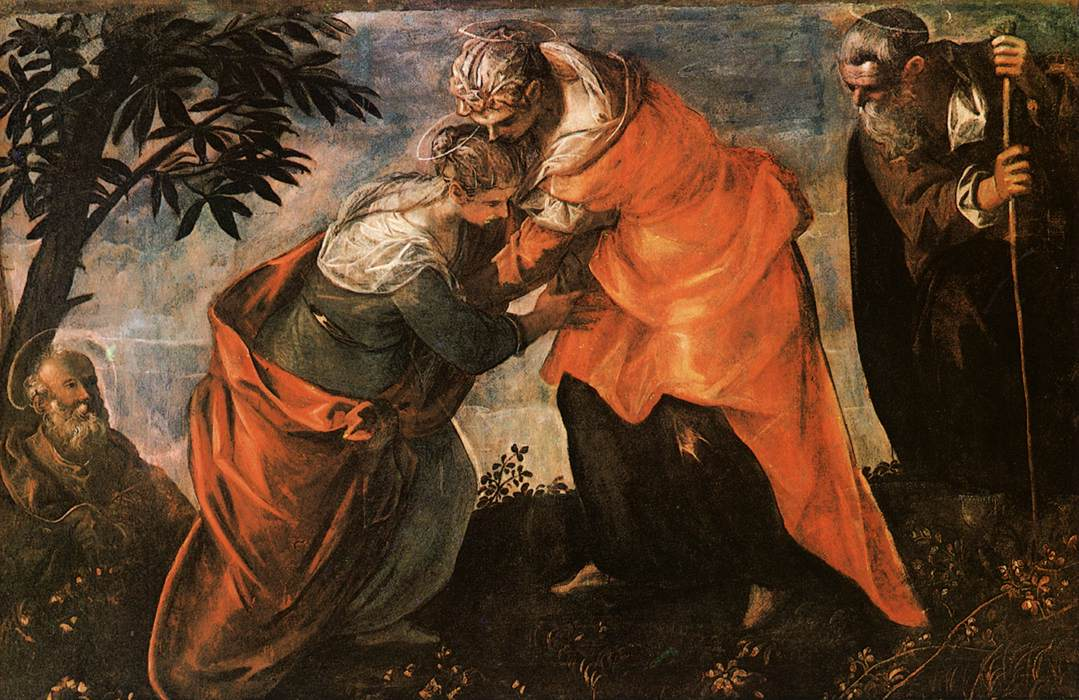
《圣母往见》, 1588
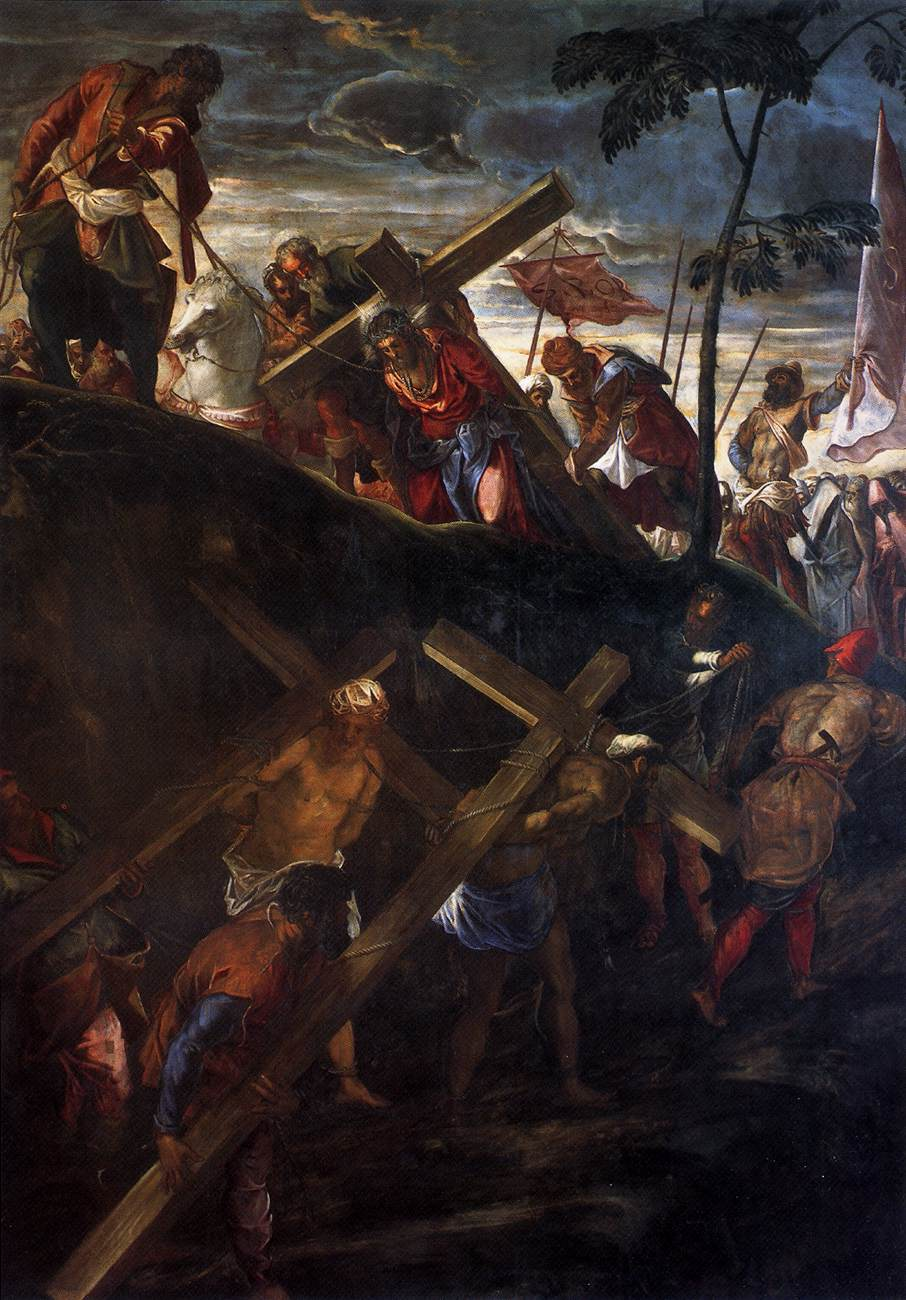
《登上加略山》, 1565-1567

## 外部連結
- Official website （页面存档备份，存于） （意大利文） （英文）